# Садовое (Костанайская область)
Садовое (каз. Садовый) — село в Костанайском районе Костанайской области Казахстана. Входит в состав Мичуринского сельского округа. Находится примерно в 13 км к югу от центра города Костаная. Код КАТО — 395451300.

## Население
В 1999 году население села составляло 1067 человек (505 мужчин и 562 женщины). По данным переписи 2009 года, в селе проживал 1091 человек (517 мужчин и 574 женщины).